# Черноморец-2 (футбольный клуб, Одесса)
«Черноморец-2» Одесса (укр. «Чорноморець-2» Одеса) — фарм-команда футбольного клуба «Черноморец» (Одесса). Выступает в любительском футболе.; основным назначением команды — подготовка футболистов для первой команды клуба.

## История
Команда была создана в 1992 году на базе резервного состава «Черноморца», выступавшего в соревнованиях дублеров чемпионата СССР в период с 1964—1986, и 1988—1991 гг.
В 1995 году «Черноморец-2» был расформирован, а в 1999 году — воссоздан на базе СК «Одесса». Летом 2004 года, после введения турнира дублирующих составов в высшей лиге, стал любительской командой и принимает участие в городских соревнованиях. Его место во второй лиге заняла команда «Динамо-Флэш» (Одесса).
В сезоне 2009/10 «Черноморец» вылетел из чемпионата Украины в первую лигу. Так как в первой лиге нет турнира дублирующих составов, молодёжь «Черноморца» заявилась на сезон 2010/11 во вторую лигу под старым именем «Черноморец-2».
7 января 2012 года футбольный клуб «Черноморец» объявил, что команда «Черноморец-2» расформирована, так как со спортивной точки зрения её существование потеряло смысл. К этому времени основная команда клуба уже полгода играла в чемпионате Украины. Часть игроков «Черноморец-2» перевели в молодёжный состав клуба «Черноморец», с некоторыми расторгнули контракты по согласию обеих сторон, некоторым футболистам предоставили возможность перейти в «Черноморец-3», выступающий на первенстве города. Тренеры «Черноморца-2» продолжили работу в клубе на других должностях.
С сезона 2019/20 вновь выступают во Второй лиге Украины.

## Достижения

### В чемпионатах Украины
- Сезоны 1992—1994/95, 1999/00 — 2003/04: 300 игр, 77 побед, 69 ничьих, 154 поражения, разность мячей 279—405.
- Наивысшее достижение — 17 место в первой лиге (1999/00), 
6 место во второй лиге (2002/03).
- Самая крупная победа — 5:0 («Торпедо» Запорожье в 2002/03).
- Самое крупное поражение — 0:6 («Титан» Армянск в 2000/01).
- Больше всего игр провел — Геннадий Щекотилин (113).
- Лучший бомбардир — Александр Козакевич — 23 мяча.

### В розыгрышах Кубка Украины
- Турниры 1992/93 — 1994/95, 2000/01: 6 игр, 2 победы, 4 поражения, разность мячей 3 — 10.
- Наивысшее достижение — выход в 1/32 финала (1994/95).
- Самая крупная победа — 1:0 («Нива» Нечаяное и «Металлург» Никополь в 1994/95).
- Самое крупное поражение — 1:4 («Артания» Очаков в 1992/93).
- Больше всего игр провел — Георгий Мельников (5).
- По одному мячу забили — Александр Козакевич, Георгий Мельников и Юрий Селезнев.